# Население Восточного Тимора

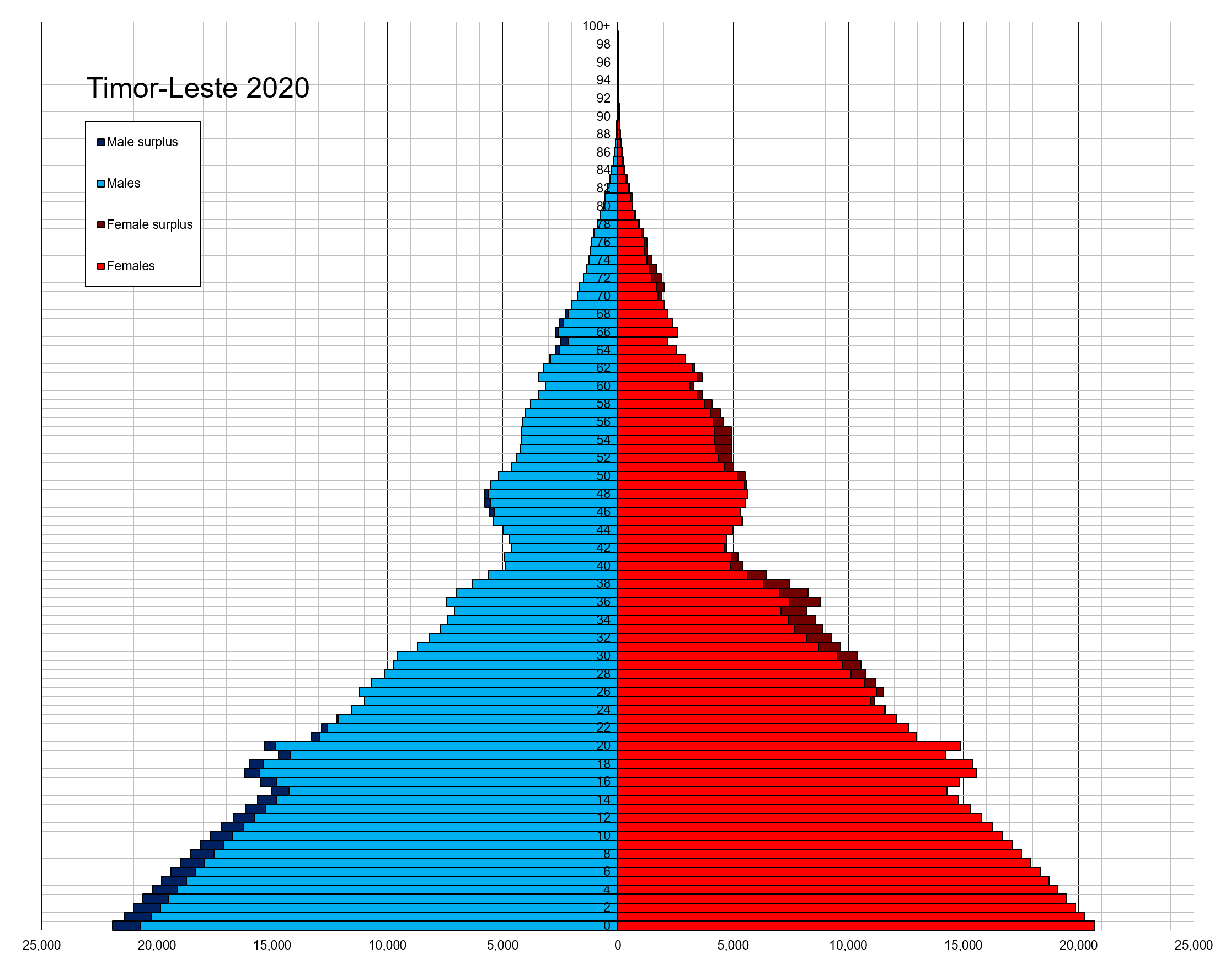
Возрастно-половая пирамида населения Восточного Тимора на 2020 год

Население Восточного Тимора составляет 1 066 409 человек (2010, перепись).

## Этнический состав
Коренное население не представляет собой единой этнической общности, однако существует общее самоназвание — маубере.
Наиболее значительную группу в Восточном Тиморе образуют т. н. «местису» или собственно восточные тиморцы (тетумы), потерявшие племенную идентификацию (191 тыс. человек). Они живут в основном в городах, населяют также западные районы и южную прибрежную область.
Остальные восточные тиморцы подразделяются на племенные образования. Большинство населения составляют австронезийские по языку тиморские народы, из них крупнейшие — мамбаи (народ) (165 тыс. человек, в горах центрального района), кемак (64 тыс. человек.), даван (58 тыс. человек в анклаве Оекуси), тетум-терик (45 тыс. человек), токодеде (39 тыс. человек, в прибрежных районах на северо-западе страны), тетум-белу (30 тыс. человек), галолин (15 тыс. человек).
К папуасским по языку тиморо-алорским народам относятся макасаи (110 тыс. человек, на северо-востоке), бунак (62 тыс. человек, в приграничных горных районах), фаталуку (дагода́, 38 тыс. человек, на восточном полуострове) и макалеро (7 тыс. человек).

### Расовый тип
Народы Восточного Тимора относятся к восточноиндонезийскому антропологическому типу.

## Языки

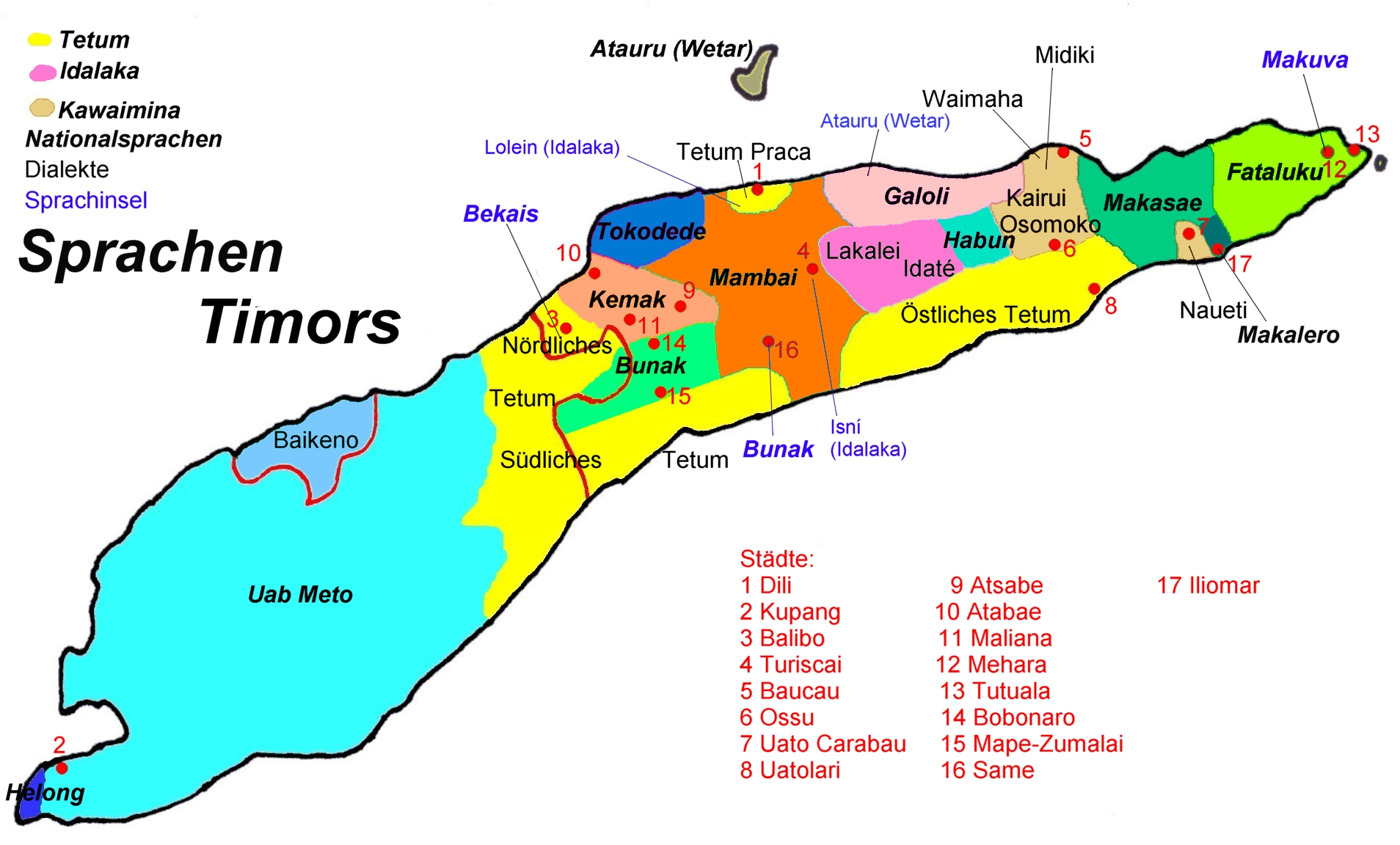
Языки острова Тимор

В Восточном Тиморе два официальных языка: тетум и португальский, и ещё два «рабочих»: индонезийский («бахаса») и английский. «Рабочие языки», согласно статье 159 Конституции Демократической Республики Тимор-Лешти, используются в работе официальных органов, «когда это будет сочтено необходимым». Статус «рабочих языков» конституцией определён, как временный, без указания даты истечения переходного периода.
Большинство тиморцев говорит на нескольких языках. Согласно переписи 2010 года, около 90 % тиморцев использует язык тетум в повседневной жизни (при том, что он является родным лишь для 23 % нынешнего населения Восточного Тимора), 35 % тиморцев бегло разговаривает на индонезийском языке (бахаса), 31,4 % населения может изъясниться на английском языке и 23,5 % разговаривает, читает и пишет на португальском языке
Тетум — язык наиболее крупного аборигенного народа, который, в основном, проживает в районе столицы Восточного Тимора Дили. Тетум со временем стал языком лингва-франка — языком межплеменного общения в восточном Тиморе, который в большей или меньшей степени понимает большинство населения. Язык тетум, особенно у населения, живущего в столичном регионе, лексически насыщен португальскими словами и при этом использует изначальную грамматику тетума.
Правительство Восточного Тимора прилагает большие усилия по распространению в стране португальского языка. Португальский язык рассматривается как объединяющий население Восточного Тимора и отличающий его от населения остальной (индонезийской) части острова Тимор. Португальский язык был языком вооружённой борьбы против индонезийской оккупации. И сейчас португальский язык является языком элиты страны, языком, который даёт возможность народу Восточного Тимора приобщиться к мировой науке, образованию, культуре, католицизму, и подчёркивает культурное и историческое родство с прежней колониальной державой Португалией, а также другими португалоязычными странами — Бразилией, Анголой, Мозамбиком, Гвинеей-Бисау, Кабо-Верде, Сан-Томе и Принсипи, Макао.
Португальский язык используется в Восточном Тиморе в образовании (как школьном, так и в высшем), в юриспруденции, в официальных документах. В результате целенаправленных действий руководства страны стремительно увеличивается количество населения говорящее на португальском языке. Всего за 8 лет, прошедших между переписями 2002 года и 2010 года, процент населения разговаривающем на португальском языке увеличился почти в пять раз. Перепись населения 2002 г. показала, что португальским языком владеет 5 % населения в 2002 г. Восточного Тимора. Согласно переписи 2004 года, уже 13,6 % населения могло говорить на португальском языке. Руководство Восточного Тимора полагает, что за второе десятилетие независимости Восточного Тимора более половины восточных тиморцев станет говорить на португальском языке.
Большое влияние на распространение португальского языка в Восточном Тиморе влияет распространение трансляции португальских и бразильских телеканалов, а также отправка студентов в университеты Бразилии и Португалии. По межправительственным соглашениям с Португалией и Бразилией в Восточный Тимор приезжает множество преподавателей в школы и университеты из Бразилии и Португалии.
Большинство населения (тетумы, мамбаи, токоде) говорят также на аборигенных языках тиморской ветви центрально-малайско-полинезийской зоны австронезийских языков. Языки племён бунаки, макасаи и некоторых других относятся к тиморо-алорской семье папуасских языков.
В период индонезийской оккупации (1976-99) проводилась политика интеграции населения Восточного Тимора в состав индонезийцев, широко распространилось знание индонезийского языка (в то время — государственного языка), португальский язык был запрещён, тетум-праса сохранялся, как язык общения на всей территории, за исключением крайней восточной оконечности острова и анклава Оекуси. После провозглашения независимости от Индонезии индонезийский язык был исключён из школ, в качестве языка обучения. Правительство Индонезии стремится усилить влияние индонезийского языка в Восточном Тиморе путём создания элиты Восточного Тимора, говорящей на индонезийском языке, предоставляя места в университетах Индонезии для обучения студентов из Восточного Тимора. В частности, в 2012 г. в университетах Индонезии обучалось 7000 студентов из Восточного Тимора (при численности населения Восточного Тимора в 1,1 млн человек).
После обретения независимости в 2002 государственными языками Восточного Тимора стали тетум-праса и португальский. На последнем говорит преимущественно новая социальная элита, вернувшаяся из эмиграции после референдума о независимости 1999. По-прежнему широко распространён индонезийский язык.
В 1976-99 практиковалась т. н. трансмиграция — переселение в Восточный Тимор преимущественно мусульманского населения из перенаселённых островов Западной Индонезии (Явы и Мадуры, Бали, Южного Сулавеси и др.). После провозглашения независимости большинство мусульман вернулось в Индонезию, ныне индонезийцы насчитывают несколько тысяч человек; есть также небольшое количество малайзийцев из Саравака. В Дили существует мусульманская община арабского происхождения (потомки переселенцев середины — конца XIX века из Хадрамаута) численностью около 1 тыс. человек. Китайцы, преимущественно хакка из южного Китая, насчитывают 11 тыс. человек, исповедуют в основном католицизм.
После обретения независимости усилились интеграционные процессы, и прежняя племенная идентичность подавляется национальной. Складывается восточно-тиморская литература на тетум-праса и португальском, своеобразные стили в декоративном искусстве и архитектуре, перерабатывающие племенные традиции. Символом Восточного Тимора стал ума-лулик — священный племенной дом фаталуку.

## Религии
Религиозная структура населения (оценка 2005 г):
- католики — 96,9 %,
- мусульмане — 0,3 %,
- протестанты — 2,2 %,
- индуисты, буддисты, анимисты — 0,6 %.

Важнейшим фактором национальной консолидации, наряду с тетум-праса, стал католицизм, отличающий восточнотиморцев от этнически близкого им населения западной индонезийской части острова (преимущественно протестантов); число католиков увеличилось в период индонезийской оккупации и независимости. Протестантизм реформатского толка исповедуют жители острова Атауру.